# Sam Karlström
Karl Axel Samuel "Sam" Karlström, född 2 februari 1894 i Åmål, död 17 maj 1977 i Gävle, var en svensk tankläkare.
Sam Karlström var son till garverifabrikören Gustaf Axel Karlström. Han avlade studentexamen i Karlstad 1913 och tandläkarexamen 1917. Från 1918 var han praktiserande tandläkare i Gävle. Karlström studerade 1921–1923 i USA där han blev Doctor of Dental Medicine vid Harvards universitet 1922. Därutöver bedrev han biokemiska, metallografiska och mineralogiska studier vid olika svenska högskolor, och 1931 disputerade han vid Uppsala universitet enligt normer för medicine doktorsgrad. Karlström utförde viktiga undersökningar rörande tandemaljen och publicerade dessa bland annat i Physical, physiological and pathological studies of dental enamel with special references to the question of its vitality (1931). Efter inbjudan föreläste han även i Storbritannien om dessa undersökningar. Han behandlade även andra odontologiska problem, särskilt det dentala broproblemet och guldinläggstekniken, där han utarbetade nya metoder. Han arbetade även med amalgamkondensering genom vibrering och konstruerade en för detta ändamål avsedd tonvibrator.